# (2623) Zech
(2623) Zech – planetoida z grupy pasa głównego asteroid okrążająca Słońce w ciągu 3 lat i 143 dni w średniej odległości 2,26 j.a. Została odkryta 22 września 1919 roku w Landessternwarte Heidelberg-Königstuhl w Heidelbergu przez Karla Reinmutha. Nazwa planetoidy pochodzi od jednego z dwóch niemieckich astronomów o nazwisku Zech, albo Gerta Zecha albo od Juliusa Augusta Christopha Zecha. Przed nadaniem nazwy planetoida nosiła oznaczenie tymczasowe (2623) A919 SA.